# Anne de Hesse-Darmstadt (1583-1631)
Anne de Hesse-Darmstadt (3 mars 1583 - 13 septembre 1631) est une comtesse de Solms-Laubach par mariage.

## La famille
Anne est la septième fille du comte Georges Ier de Hesse-Darmstadt et de la comtesse Madeleine de Lippe. Ses grands-parents paternels sont le comte Philippe Ier de Hesse et la duchesse Christine de Saxe. Ses grands-parents maternels sont le comte Bernard VIII de Lippe et la comtesse Catherine de Waldeck–Eisenberg.

## Mariage et descendance
Anne est mariée au comte Albert Othon Ier de Solms-Laubach le 28 octobre 1601. Ensemble, ils ont cinq enfants:
- Marguerite de Solms-Laubach (16 octobre 1604 - 6 novembre 1648), mariée au comte Henri Volrad de Stolberg; avec descendance.
- Éléonore de Solms-Laubach (9 septembre 1605 - 6 juillet 1633), mariée au marquis Frédéric V de Bade-Durlach; avec descendance.
- Christine de Solms-Laubach (septembre 1607 - 29 novembre 1638), qui épouse Emich XII de Leiningen-Dachsbourg-Heidesheim; sans descendance.
- Hélène Ursule de Solms-Laubach (octobre 1608 - 16 août 1616), est décédé à l'âge de onze ans.
- Albert Othon II de Solms-Laubach (29 juin 1610 - 6 septembre 1616); marié à Catherine-Julienne de Hanau-Münzenberg; avec descendance.